# Образ (хемометрика)
Образ — у хемометриці — набір елементів разом з їх властивостями, що відображають суть структури певного об'єкта та зв'язку
структури з поведінкою об'єкта в певних умовах.